# Corona di Baden

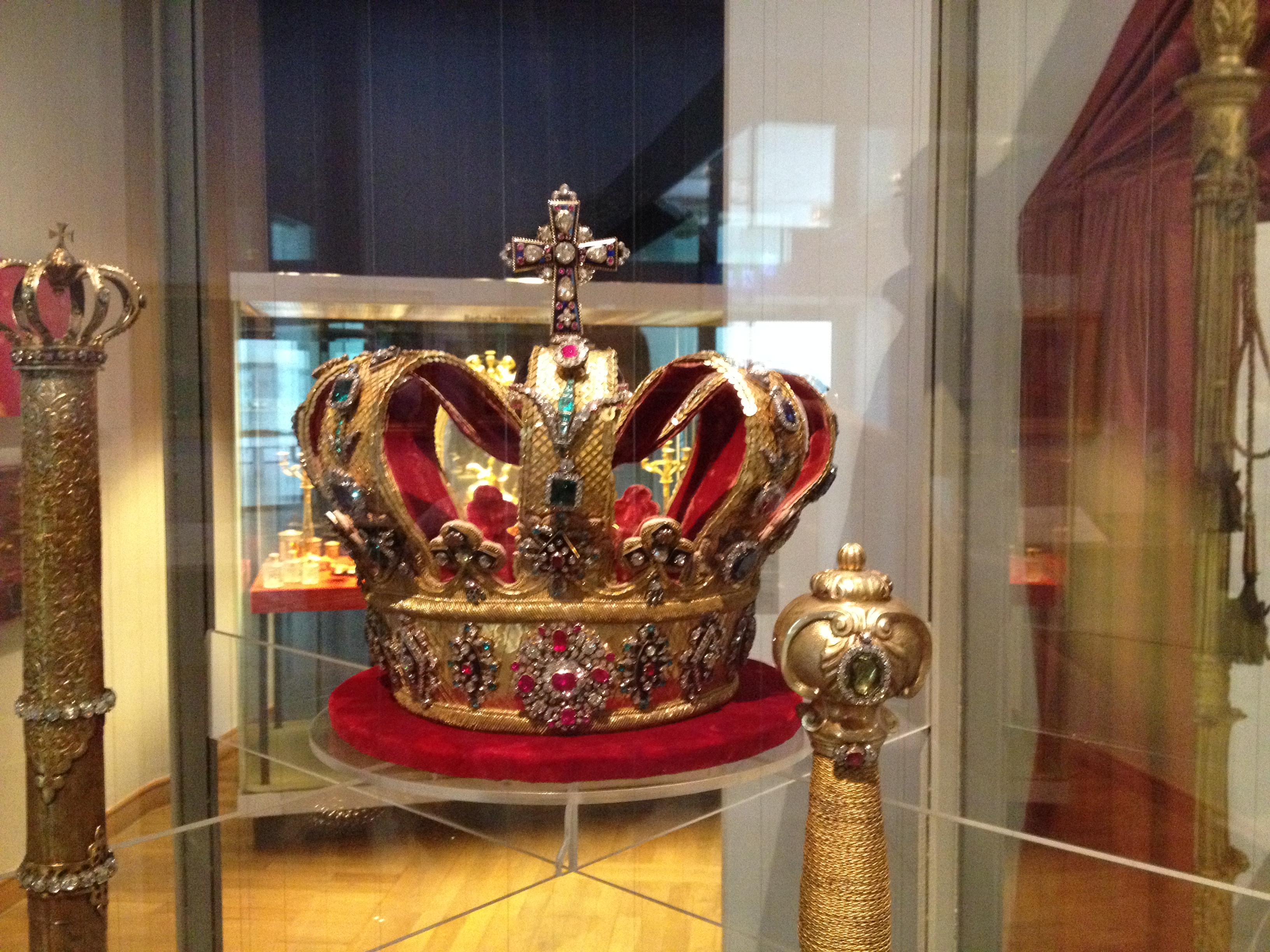
La Corona granducale del Baden

La Corona di Baden fu la corona granducale utilizzata dai granduchi di Baden dall'inizio dell'Ottocento sino al 1918.
La Corona di Baden venne donata al granduca Carlo II di Baden da Napoleone Bonaparte in occasione del matrimonio del reggente di Baden con la cugina di sua moglie, Stefania di Beauharnais. La famiglia degli Zahringen a cui Carlo II apparteneva doveva molto all'Imperatore di Francia il quale aveva donato la dignità granducale al precedente Margraviato del Baden e l'aveva ingrandito con notevoli acquisizioni territoriali, in particolare derivate dalla soppressione dei beni ecclesiastici di quattro vescovati.

L'antica corona di Principe del Sacro Romano Impero utilizzata nel Baden prima della creazione della nuova corona granducale

In precedenza, dunque, esisteva una corona ma era riferita al Sacro Romano Impero e consisteva nel tocco di principe tedesco che aveva utilizzato anche Carlo Federico di Baden per essere incoronato primo Granduca. La costruzione di una nuova corona, dunque, segnava anche in maniera più marcata l'indipendenza del Baden e la caduta del Sacro Romano Impero e delle sue ormai antiquate tradizioni.
Il disegno della corona seguiva il disegno tipico delle corone reali europee dell'epoca, ma ha la caratteristica di essere composta di una base d'argento rivestita di un tessuto in fili d'oro ove sono anche incastonate le pietre preziose. All'intersezione degli otto archetti che costituiscono la parte superiore si trova una sfera metallica smaltata di blu sovrastata da una croce con diamanti. L'interno della corona è realizzato in velluto rosso che ricopre anche la parte sottostante degli archetti e che si lega al tessuto in oro.